# Kengeri
Kengeri è una città dell'India di 42.386 abitanti, situata nel distretto di Bangalore Rurale, nello stato federato del Karnataka. In base al numero di abitanti la città rientra nella classe III (da 20.000 a 49.999 persone).

## Geografia fisica
La città è situata a 12° 54' 0 N e 77° 28' 60 E e ha un'altitudine di 825 m s.l.m..

## Società

### Evoluzione demografica
Al censimento del 2001 la popolazione di Kengeri assommava a 42.386 persone, delle quali 21.899 maschi e 20.487 femmine. I bambini di età inferiore o uguale ai sei anni assommavano a 4.511, dei quali 2.316 maschi e 2.316 femmine. Infine, coloro che erano in grado di saper almeno leggere e scrivere erano 31.705, dei quali 17.405 maschi e 14.300 femmine.